# Iolaus bryki
Iolaus bryki är en fjärilsart som beskrevs av Aurivillius 1925. Iolaus bryki ingår i släktet Iolaus och familjen juvelvingar. Inga underarter finns listade i Catalogue of Life.